# Пролив Рион и Андирион
Пролив Рион и Андирион (Рионский пролив, греч. Στενό Pίου – Aντιρρίου) — пролив в Греции, в периферии Западная Греция, между Коринфским заливом и заливом Патраикос Ионического моря, к юго-западу от Нафпактоса и к юго-востоку от Месолонгиона. С юга в залив вдаётся мыс Рион, с севера — мыс Андирион. Минимальная ширина пролива 1920 м. Минимальная наибольшая глубина 26 м.
Через пролив Рион и Андирион существует паромное сообщение. Вантовый мост Рион — Андирион открыт в 2004 году. Через Пелопоннес и пролив Рион и Андирион проходит основной путь из Афин в Западную Грецию, в обход труднопроходимых гор Пинд.
Между Патраикосом и Коринфским заливом наблюдается приливное течение, подобное течению в проливе Эврипе, но значительно слабее, всего 3—4 километра в час.
Ширина пролива увеличивается в связи с отдалением Пелопоннеса от материковой Греции (на 35 миллиметра в год).

## История

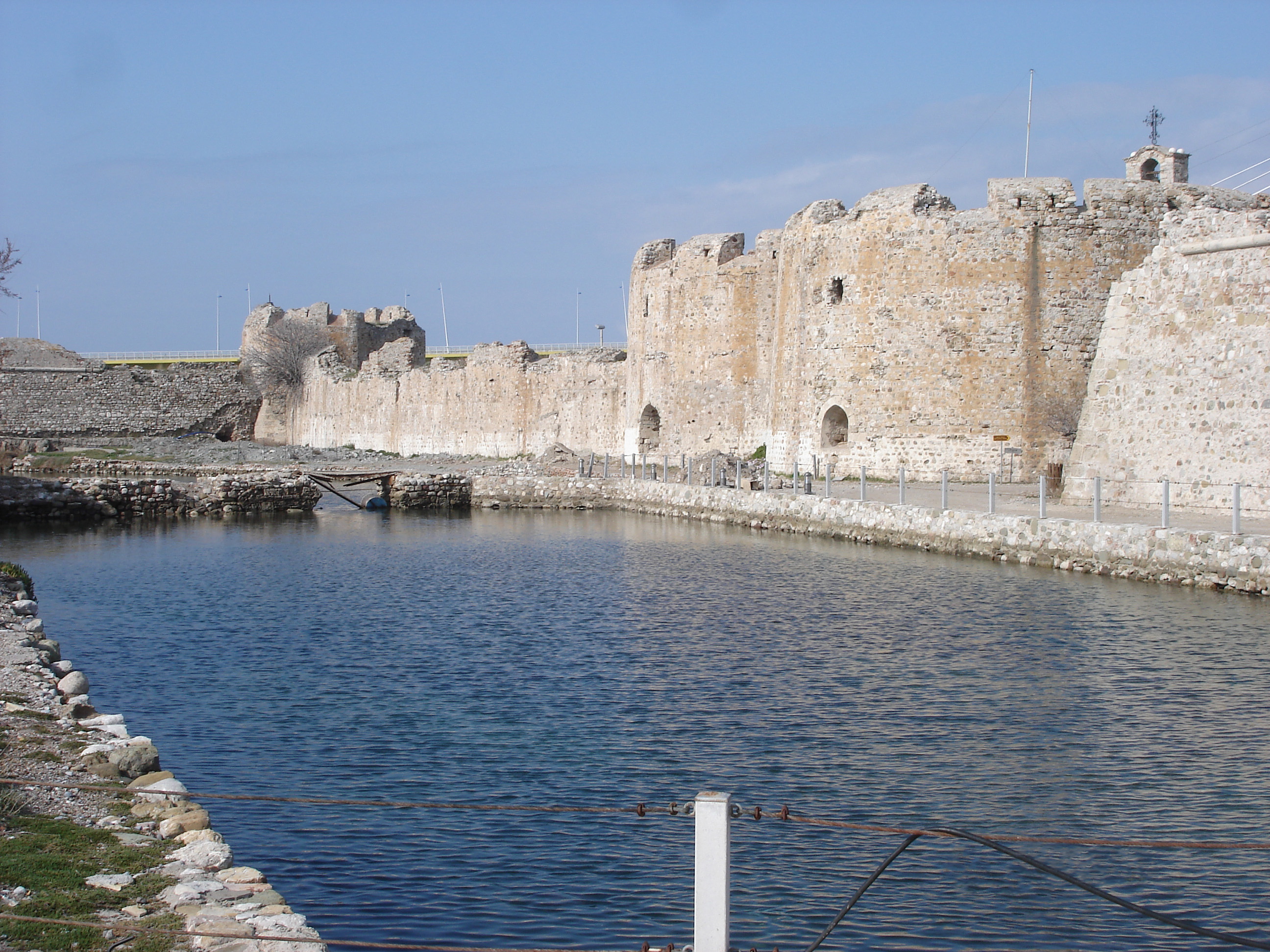
Крепость Рион

У пролива находились колонии Коринфа — Халкида и Моликрия (Μολύκρεια). В древности мыс Андирион назывался Антиррий или Антиррион (др.-греч. Ἀντίρριον, лат. Antirrhium). По городу Моликрия находящийся близ него мыс Антиррий получил название Моликрийский Рион (Ῥίον Μολυκρικόν или Μολύκριον). На нём было святилище Посейдона.
Фукидид оценивал ширину пролива в 7 стадий, Страбон — около 5.
Во время пелопоннесской войны афиняне послали маленькую эскадру под командой Формиона в Рионский пролив, чтобы подорвать торговлю и помешать продвижению спартанцев на запад. Флот Формиона одержал победу в 429 году до н. э. в битве у мыса Рион и в битве при Навпакте.
Географическое положение пролива послужило причиной его укрепления. Султан Баязид II после падения Навпакта (29 августа 1499 года) построил крепости Рион и Андирион. Позже обе крепости занял предводитель объединенных христианских сил Андреа Дориа (в октябре 1532 года).  В 1603 году рыцари Мальтийского ордена разрушили крепость Рион в ходе пиратского нападения на Патры и Лепанто. В ходе турецко-венецианской войны крепости захватил в 1687 году адмирал Франческо Морозини. Крепость Андирион была перестроена Морозини и снесена в 1699 году по Карловицскому мирному договору, а затем отстроена турками. В ходе турецко-венецианской войны в 1715 году турки вернули крепость Рион. Во время Греческой революции в 1828 году после осады французским экспедиционным корпусом турки сдали крепость Рион генералу Мезону, греки заняли крепость Андирион в 1829 году.